# Flattery Rocks National Wildlife Refuge
Flattery Rocks National Wildlife Refuge je nejsevernější ze třech rezervací, které tvoří komplex námořních rezervací, jenž se skládá z 870 ostrovů, skal a útesů, které se nachází po téměř 200 kilometrech washingtonského pobřeží mezi mysem Flattery a Copalis Beach. Tyto ostrovy nejsou přístupny člověku, i přesto, že se nachází v blízkosti hojných zdrojů mořských plodů.
Jedná se o důležitou rezervaci, ve které hnízdí a vychovává svá mláďata čtrnáct druhů mořských ptáků. V době migrace se populace mořských, vodních a pobřežních ptáků zvyšuje až nad milion jedinců. V okolí ostrovů se pohybují také lachtani, tuleni, mořské vydry a velryby.
Rezervace byla původně vytvořena jako Rezervace Flattery Rocks v roce 1907 po nařízení prezidenta Theodora Roosevelta. V roce 1940 ji další prezident přejmenoval svým prohlášením.
Rezervace se nachází v národní námořní rezervaci Olympijské pobřeží, v Olympijském národním parku a v divočině Washington Islands. Tato chráněná území spolupracují na výzkumných programech a zkoumají i další záležitosti ovlivňující zdejší vzácné zdroje.
Rezervace je zavřená veřejnosti a tak lze pozorovat pouze z lodi nebo z pevniny.